# Aglaomorpha speciosa
Aglaomorpha speciosa là một loài thực vật có mạch trong họ Polypodiaceae. Loài này được (Blume) M.C. Roos miêu tả khoa học đầu tiên năm 1985.